# Cephalocereus nizandensis
Cephalocereus nizandensis es una especie de planta fanerógama de la familia Cactaceae. Actualmente se considera sinónimo de Cephalocereus apicicephalium.

## Distribución y  Hábitat
Es endémica de México en Oaxaca en Juchitán de Zaragoza, en suelos rocosos a 200 m de altitud (200 m)

## Descripción
Es un cactus  arbolado de hasta 3 m de altura con tallo de 12 a 15 cm de diámetro y 25 a 28 costillas;  tiene 6 espinas centrales de 1 cm de largo y aprox. 16 espinas radiales de 1.5 a 3 cm de largo.

## Taxonomía
Cephalocereus nizandensis fue descrita por (Bravo & T.MacDoug.) F.Buxb. y publicado en Kakteen And. Sukk. 16: 45. 1965.
Sinonimia
- Neodawsonia nizandensis.[3][4]